# Чам, Сибель
Сибель Чам (род. 4 июля 1990 года) — турецкая паралимпийская тяжелоатлетка, выступающая в категории до 73 кг.

## Спортивная карьера
Чам начала заниматься пауэрлифтингом в возрасте 22 лет, после того как узнала об этом виде спорта от бывшего тренера по борьбе. Она оборудовала свою гостиную как тренировочную площадку и готовилась к соревнованиям с помощью своего отца. Она выступает в категории до 73 кг. Она является членом спортивного клуба Конья Мерам Беледиеси, где её тренирует Ариф Кыран.

#### 2024
На Кубке мира по пауэрлифтингу 2024 года она завоевала серебряную медаль в Дубае, ОАЭ, и бронзовую медаль в Шарм-эль-Шейхе, Египет. Эти результаты позволили ей получить квоту для участия в Летних Паралимпийских играх в Париже, Франция.